# Corriere dell'Alto Adige
Il Corriere dell'Alto Adige è un'edizione locale del Corriere della Sera lanciata nel 2003 su modello del Corriere del Mezzogiorno. Rappresenta l'unica alternativa in lingua italiana al quotidiano più popolare, Alto Adige.

## Struttura
Il quotidiano tratta solamente notizie locali e pubblica numerosi commenti ed editoriali. Il quotidiano esce anche di domenica.

## Storia
Il Corriere dell'Alto Adige è nato nel 2003 come allegato del Corriere della sera, di cui dal 2006, a seguito del processo di integrazione varato dal gruppo RCS, è un inserto spillato. Molti dei redattori del Corriere dell'Alto Adige provengono dal Mattino dell'Alto Adige, quotidiano locale con un target simile che aveva cessato le pubblicazioni poco tempo prima.
La testata è stata diretta da Enrico Franco dalla fondazione fino al 2018, quando è stato sostituito da Alessandro Russello, direttrice del Corriere del Veneto.